# Ернст Август Ганноверський
Ернст Август II (нім. Ernst August Wilhelm Adolf Georg Friedrich; 21 вересня 1845, Ганновер — 14 листопада 1923, Гмунден, Верхня Австрія) — кронпринц Ганноверський, герцог Камберлендський і Тевіотдейл. Єдиний син короля Ганновера Георга V та Марії Саксен-Альтенбурзької.

## Біографія
Ернст Август народився в Ганновері за правління свого діда, Ернста Августа I. Отримав титул кронпринца Ганновера, коли його батько Георг V вступив на трон у листопаді 1851 року. У 1866 році його батько був повалений, тому що під час Австро-пруської війни прийняв бік Австрії, а Ганноверське королівство перестало існувати. Після війни королівська сім'я у вигнанні проживала біля Відня. Колишній спадкоємний принц тоді багато подорожував. Відвідуючи свого троюрідного брата Альберта, принца Уельського (майбутнього короля Едуарда VII) у Сандрінгемі в 1875 році, він познайомився зі своєю майбутньою дружиною принцесою Данії Тірою, сестрою дружини принца Уельського.
Після смерті батька 12 червня 1878 Ернст Август успадкував титули герцога Камберлендського і Тевіотдейлського, звання пера Великобританії, графа Армаг і пера Ірландії. Королева Вікторія зробила його лицарем Ордену Підв'язки 1 серпня 1878 року. Вона ж призначила герцога генерал-майором британської армії у 1886 році, потім він став генерал-лейтенантом у 1892 році та генералом у 1898 році.
У місті Гмунден Ернст Георг II збудував для своєї сім'ї розкішну резиденцію у стилі неоготики — замок Камберленд.
Герцог частково помирився з династією Гогенцоллернів в 1913 році, коли його син, принц Ернст Август, одружився з єдиною донькою німецького імператора Вільгельма II, онука пруського короля, який скинув Ернста Августа I. Він поступився всіма правами на герцогство Брауншвейг, що належало династії Вельфів з 1235 року, своєму синові Ернсту Августу-молодшому, який зайняв трон герцогства Брауншвейг 1 листопада 1913 року, майже через три десятки років після не залишив наслідників.
Після Першої світової війни герцог був позбавлений своїх британських титулів та почестей через те, що приєднався до Німеччини і воював проти Великобританії.
Принц Ернст Август помер від інсульту 14 листопада 1923 року.

## Родина
Дружина  — Тіра Данська (1880—1945)
Діти:
- Марія Луїза Ганноверська (1879—1948)  — чоловік Максиміліан Баденський
- Георг Вільгельм Ганноверський (1880—1912)
- Олександра Ганноверська (1882—1963) — чоловік Фрідріх Франц IV Мекленбург-Шверинський
- Ольга Ганноверська (1884 року — 1958) року
- Крістіан Ганноверський (1885 року — 1901) року
- Ернст Август III Ганноверський (1887—1953), дружина Вікторія Луїза Прусська